# Alonso de Cáceres
Alonso de Cáceres y Retes (Cáceres, c. 1506 – Arequipa, Perú, 1561) fue un conquistador extremeño, que a pesar de su prolongado nomadismo castrense por la geografía americana (desde México hasta Perú, incluyendo Centroamérica) y de sus importantes intervenciones conquistadoras y pacificadoras, puede considerarse uno de los más activos militares que actuaron en el proceso conquistador del siglo XVI.

## Biografía
Nació probablemente en Cáceres en torno a 1506, llegando a América en 1514 con la expedición de Pedrarias Dávila. Fue hijo de Gregorio de Cáceres y María de Retes. Tuvo formación militar e intervenciones castrenses en otros puntos del viejo Continente, pero sus primeras actuaciones en la conquista del Nuevo Mundo las ejercía a partir de 1530 como capitán bajo el mando del Adelantado Pedro de Heredia, en el sur de Panamá y en el norte del Nuevo Reino de Granada, participando en la fundación de la ciudad de Cartagena de Indias y en las intervenciones exploradoras y conquistadoras posteriores que se realizaron en el istmo de Panamá y en la zona limítrofe colombiana.

### Nueva Granada
Durante la expedición conquistadora de Pedro de Heredia desde Cartagena hacia el interior  de su gobernación para buscar los territorios del Cenú (El Pancenu y el Fincenu, donde los nativos indígenas tenían la costumbre de enterrar a sus muertos con grandes cantidades de oro), se acordó mandar a Alonso de Cáceres a buscar alimentos, por la escasez de víveres que padecían en el asiento de Cartagena. Como los soldados de Alonso de Cáceres, no hallando otra cosa que comer, se hartaron de frutos de "guaguma" y se estriñeron. Este tipo de salidas en procura de alimentos se repitieron con frecuencia ya que la zona de Cartagena de Indias contaba con escasos sembradios y muchos soldados perecieron de hambre. 
Al 21 de octubre de 1534, fuerzas de Pedro de Heredia,  al mando del capitán de Cáceres, se apoderaron de Acla para llevarse prisioneros a Julián Gutiérrez y a su mujer, la india Isabel, que conocía el español y a quien necesitaba Heredia para entenderse con los indígenas de Urabá. En esta intervención, se cita como dato curioso, que los soldados de Cáceres encontraron un frondoso naranjal (plantado unos años antes por los españoles). En esta gobernación de Cartagena volvió a tener un papel muy activo en su conquista, derrotando al belicoso cacique Yapel. Luego, tras descubrir el río Cauca, se dirigió en compañía del hijo del gobernador, a la zona del río Catarapá, donde fundaron la ciudad de Tolú.

### Centroamérica
En 1536, Alonso de Cáceres dejaba la comarca del Nuevo Reino de Granada en el istmo de Panamá y se trasladaba a la región centroamericana a las órdenes del Adelantado Francisco de Montejo que tenía a su cargo la conquista de Yucatán. En misión exploradora, Alonso de Cáceres había sido enviado a la ciudad hondureña de Gracias a Dios para que le sirviera de base de sus exploraciones, pero como los cabildantes de aquel asentamiento lo recibieron con desconfianza, el capitán no se desanimó, siguió con su cometido y el 8 de diciembre de 1537 fundaba la ciudad de Comayagua, la cual se convertiría en la primera capital del territorio de la actual Honduras. 
Los indígenas, dirigidos por el cacique Lempira, atacaron el asentamiento y lo incendiaron, retirándose después al cerro de Coyocutena. Lempira logró reunir alrededor de 30.000 nativos de todas las tribus de la región, y preparó una sublevación a gran escala contra los españoles. Cáceres envió a dos de sus hombres, supuestamente para parlamentar, pero estos asesinaron a traición a Lempira, con lo que se deshizo la alianza de las distintas tribus. La rebelión no tuvo lugar, y el territorio hondureño quedaba asegurado para los españoles.

### Perú
El capitán Alonso de Cáceres llegaba a Perú sobre 1539 y se avecindaba en Jauja, puesto que en esas fechas su nombre aparece unido al del capitán Alonso Mercadillo a fin de descubrir el país de los Chupachos. Esta expedición no se llevó a cabo por considerarla arriesgada. Después de esta aventura, Cáceres siguió colaborando en las tareas conquistadoras y en 1544 era vecino del Cuzco. Como era del bando realista al enterarse de que venía Gonzalo Pizarro, huyó de la ciudad y se avecindó en Arequipa.
En esa ciudad sureña se unió a Jerónimo de la Serna y viniendo a Quilca, proyectaron apoderarse de dos navíos que tenía comprados Pizarro para armarlos, trasportar su artillería y usarlos en apoyo de sus operaciones. Cáceres y de la Serna, sobornaron a los marineros, levaron anclas y trajeron los navíos al puerto del Callao poniéndolos a disposición del virrey Blasco Núñez Vela. 
Cuando el virrey fue preso por la Audiencia, y Gonzalo Pizarro ocupó Lima, para ser reconocido por Gobernador y capitán general del Perú, mandó matar a Cáceres y a otros que tomó presos su maestro de campo Francisco de Carvajal. Habiendo perecido algunos en manos de este, Cáceres escapó en virtud del perdón que le concedió Pizarro por mediación de personas respetables. 
Cuando llegó al Perú Pedro de la Gasca, muchos españoles de los de Gonzalo tomaron partido por La Gasca, entre ellos Hernán Bravo de Laguna quien sería detenido posteriormente; Gonzalo lo remitió a Carvajal para que lo hiciese ahorcar, pero tuvo que indultarlo por súplicas de su hermana Inés Bravo, mujer de Nicolás de Rivera. Por este motivo, Alonso de Cáceres, que tomó mucho interés por la vida de Bravo, le besó en la mejilla a Gonzalo diciendo a grandes voces: «O príncipe del mundo! maldito quien te niegue, hasta la muerte». Pero una vez que ambos se apartaron de Gonzalo volvieron a fugarse para formar parte de las fuerzas reales.

## Actividades de Cabildo
Como hombre de notoria capacidad, donde quiera que estuvo además de sus ocupaciones castrenses, fue requerido para la administración o el gobierno de las ciudades donde vivió temporalmente. En Santa Marta, ocupó el cargo de regidor, en Yucatán fue lugarteniente de Francisco de Montejo y lo sustituía en el cargo de adelantado cuando este tenía que ausentarse; en Arequipa (Virreinato del Perú) le nombraron corregidor y se presume que acabó sus días en Arequipa disfrutando de las merecidas encomiendas que le adjudicaron.

## Matrimonio y descendencia
Contrajo matrimonio en Lima con María de Solier y Valenzuela hija del también conquistador García de Solier y Gómez de San Clemente que pertenecía al linaje de los Solier, familia de caballeros relacionada con uno de  Los Doce Linajes de Soria, de cuya unión tuvo a:
- Diego de Cáceres y Solier, casado con María Mauricia de Ulloa y Angulo, con sucesión.
- Petronila de Cáceres y Solier, casada con Rodrigo de Esquivel y Zúñiga, cuya descendencia obtuvo el Marquesado de San Lorenzo del Valleumbroso.

| Predecesor: | Corregidor de Arequipa 1550 - 1553        | Sucesor: |
| Predecesor: | Alcalde ordinario de Arequipa 1557 - 1558 | Sucesor: |